# Yanggakdo International Hotel
Das Yanggakdo International Hotel ist das größte in Betrieb befindliche Hotel und gleichzeitig das zweitgrößte Gebäude in Nordkorea, nach dem Ryugyŏng-Hotel. Es steht am Südrand der Innenstadt Pjöngjangs, der Hauptstadt Nordkoreas, am östlichen Ende der Insel Yanggak, die vom Fluss Taedong-gang umgeben ist. Das Gebäude ist 170 Meter hoch; andere Quellen schätzen die Höhe auf rund 150 Meter. Im 47. Stockwerk ist ein Drehrestaurant untergebracht. Informationen zufolge hat das Hotel 1000 Zimmer und eine Gesamtfläche von 87.870 m². Es wurde von 1986 bis 1992 vom französischen Bauunternehmen Campenon Bernard errichtet und 1995 eröffnet.

## Hintergrund
Im Erdgeschoss befinden sich eine Bar, ein Buchladen und die Rezeption. Dort kann man unzirkulierte nordkoreanische Münzsätze, Postkarten und Briefe sowie Alltagsgebrauchsgegenstände zu Touristenpreisen kaufen.
Neben dem Drehrestaurant auf dem Dach gibt es im Erdgeschoss vier weitere Restaurants, die beiden Speisesäle, den Bankettsaal und die Speiseräume mit japanischer, chinesischer und koreanischer Küche.
Im Keller des Hotels befinden sich eine Bowlingbahn, ein Billard-Raum, ein Hallenbad, ein Friseursalon, ein Casino und ein Massage-Club, der von einer chinesischen Firma betrieben wird und in dem ausschließlich weibliches Personal arbeitet.
Die Außenanlage umfasste ursprünglich einen 9000 m² großen Neun-Loch-Golfplatz. Im Jahr 2011 wurde der Golfplatz abgerissen und auf dem Gelände mit dem Bau eines chinesisch finanzierten Gesundheitskomplexes begonnen.
Bei Nordkoreareisen von westlichen Besuchern dient das Yanggakdo International Hotel regelmäßig als Unterkunft. Es wird auch im Comic Pjöngjang des Zeichners Guy Delisle erwähnt.
Die fünfte Etage ist für Gäste nicht zugänglich; sie existiert auf den Etagenwählfeldern der Hotelaufzüge nicht, obgleich sie beim Passieren in der Stockwerksanzeige angezeigt wird. Über das Treppenhaus eingedrungene Gäste berichteten von dunklen Korridoren mit niedrigen Decken und Propagandaplakaten an den Wänden sowie einem Kommunikationsraum, in dem sich Überwachungsmonitore befinden.
Am 2. Januar 2016 wurde der US-amerikanische Tourist Otto Warmbier wegen „feindlicher Aktivitäten“ festgenommen, weil er am Vortag aus dem Mitarbeiterbereich des Hotels ein politisches Plakat von der Wand genommen und gestohlen hatte.

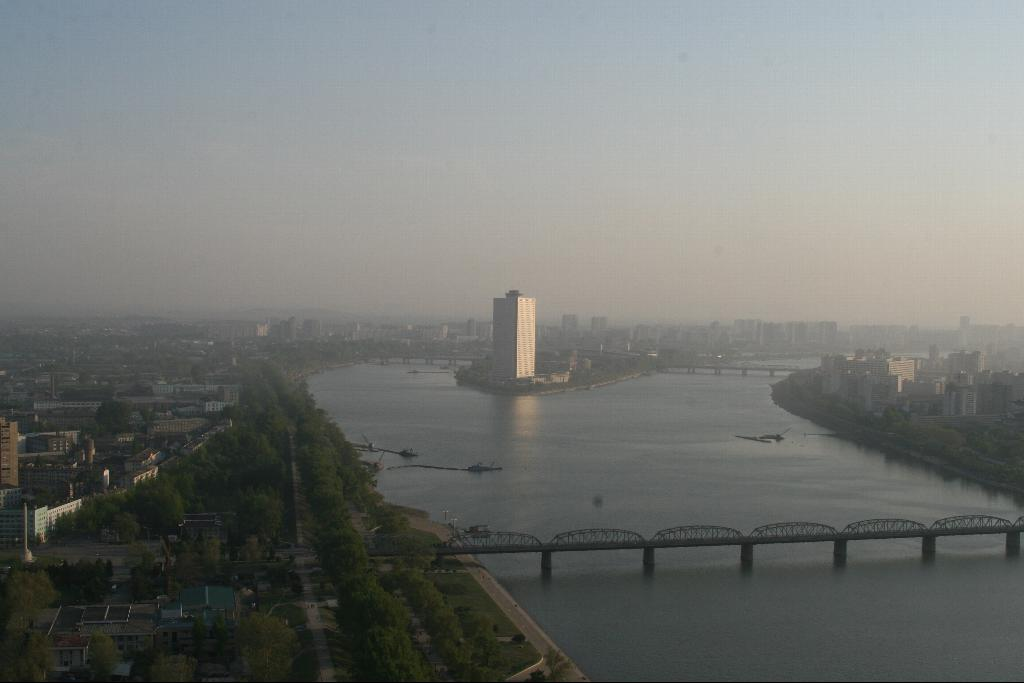
Das Hotel vom Dach des Juche Towers aus
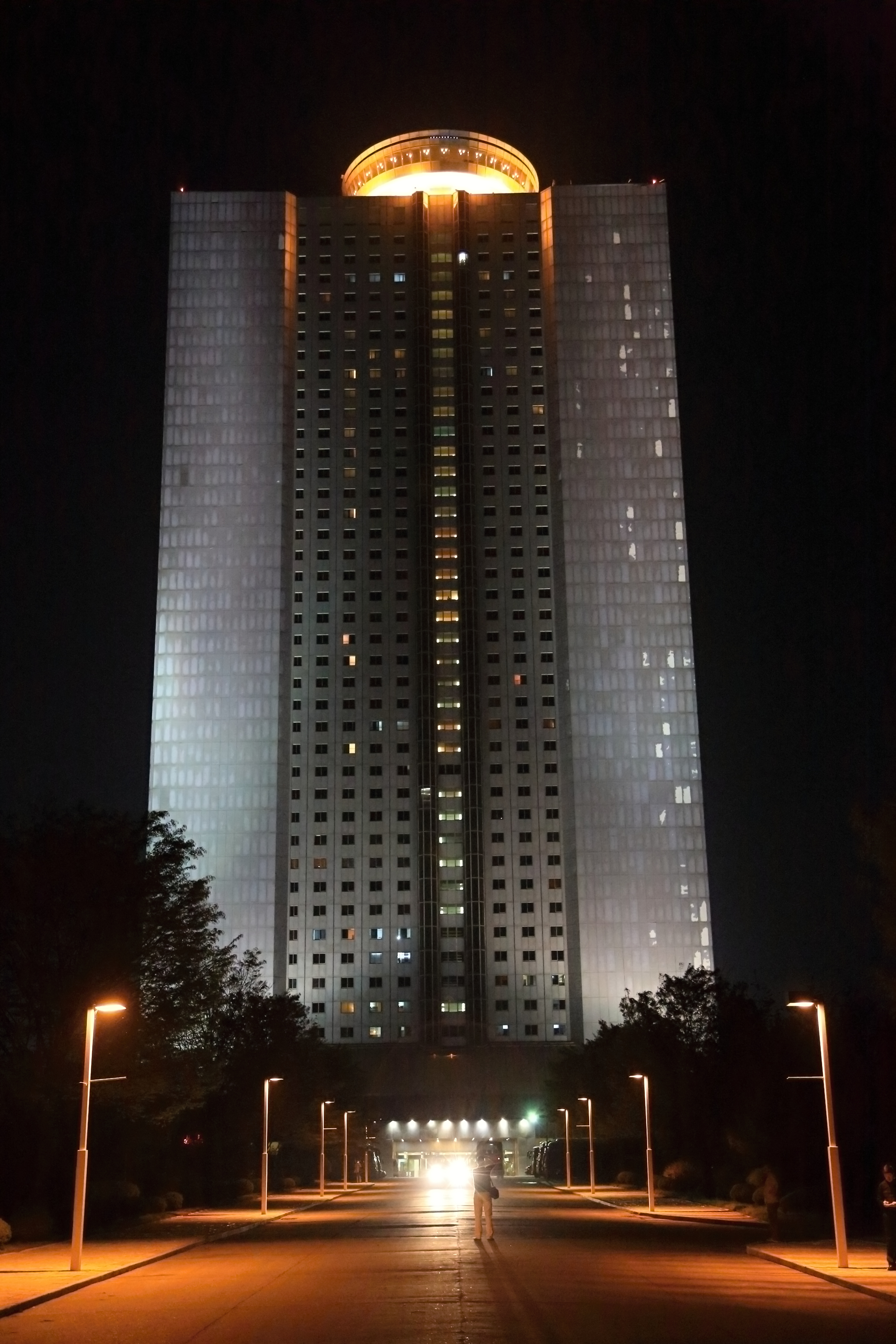
Fassade bei Nacht
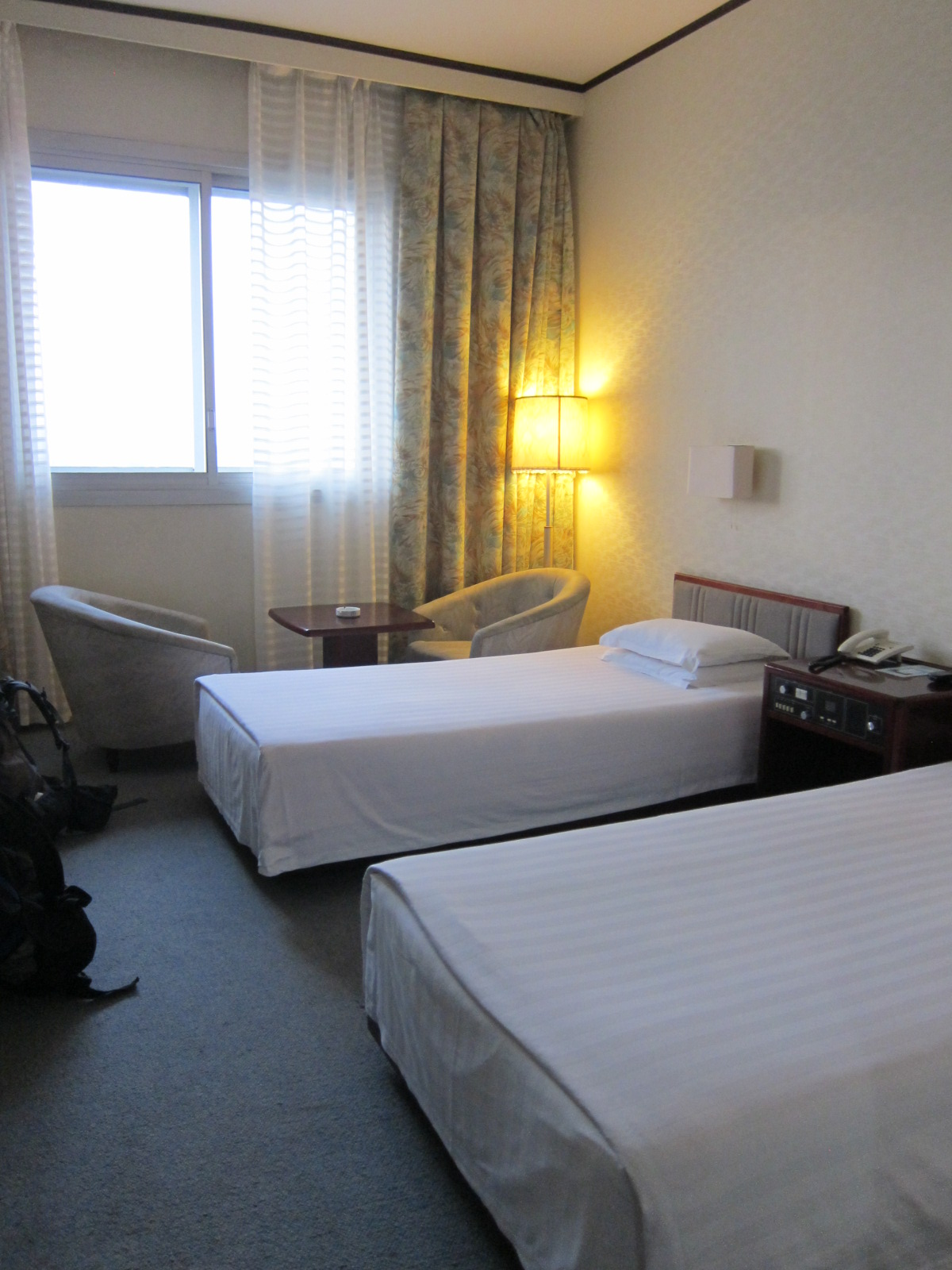
Innenansicht eines Doppelzimmers in Standardgröße
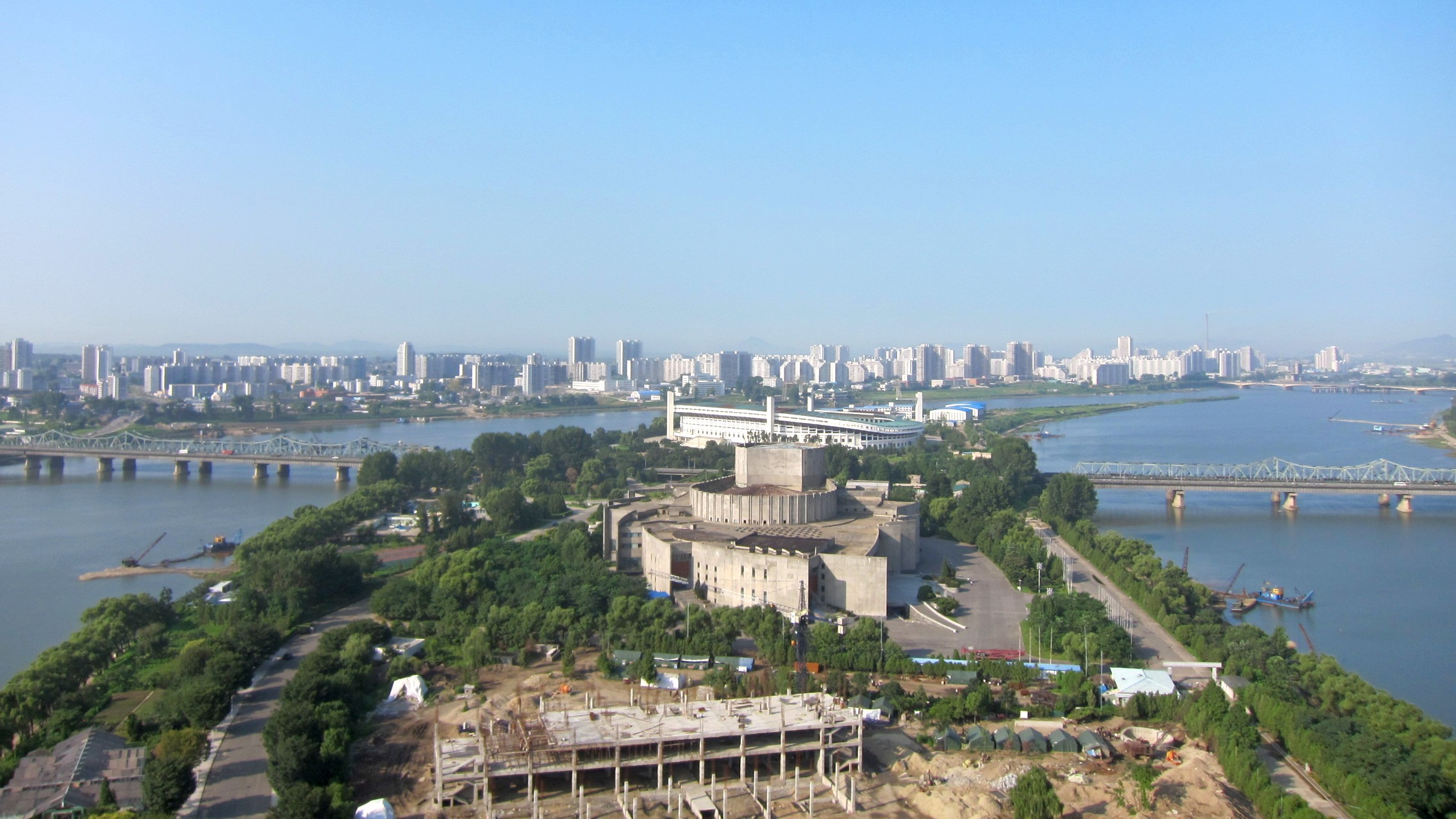
Blick vom Hotel nach Westen über die Yanggak-Insel auf die Internationale Kinohalle Pjöngjang (vorne) und das Yanggakdo-Stadion (August 2012)